# Silene virgata
Silene virgata är en nejlikväxtart som beskrevs av Otto Stapf. Silene virgata ingår i släktet glimmar, och familjen nejlikväxter. Inga underarter finns listade i Catalogue of Life.